# Chromatomyia aizoon
Chromatomyia aizoon este o specie de muște din genul Chromatomyia, familia Agromyzidae, descrisă de Erich Martin Hering în anul 1932.
Este endemică în Austria. Conform Catalogue of Life specia Chromatomyia aizoon nu are subspecii cunoscute.